# Actinocythereis dawsoni
Actinocythereis dawsoni is een mosselkreeftjessoort uit de familie van de Trachyleberididae. De wetenschappelijke naam van de soort is voor het eerst geldig gepubliceerd in 1870 door Brady.